# Andrew Durante
Pour les articles homonymes, voir Durante.
Andrew Durante, né le 3 mai 1982 à Sydney, est un ancien footballeur international néo-zélandais, qui évoluait au poste de défenseur central.

## Carrière
Natif de Sydney, en Australie, Durante commence à évoluer au niveau professionnel avec les Olympic Sharks où il reste deux saisons. En 2002, il remporte son premier trophée, à savoir le championnat de la National Soccer League, regroupant différents pays de l'Australasie. Ensuite, Durante signe avec le Parramatta Power. Lors de cette saison, il perd la finale contre Perth Glory. La ligue ferme ses portes dès la saison écoulée.
Après un bref passage au Balestier Khalsa à Singapour, il retourne en Australie, et signe avec les Newcastle Jets, remportant son premier championnat d'Australie. Lors de la finale de ce championnat, il est nommé meilleur joueur du match. 
Après ce titre, il part en Nouvelle-Zélande, pour rejoindre le Wellington Phoenix où il est nommé capitaine. En octobre 2009, il prolonge son contrat de trois ans. Il est prêté, en 2011, au Sydney FC dans le cadre de la campagne de la Ligue des champions de l'AFC 2011. Durante joue cinq matchs. 
Le 26 mars 2013, Durante joue son premier match sous la sélection néo-zélandaise, contre les îles Salomon.

## Palmarès

### En club
| Olympic Sharks - Championnat d'Australie (1) : - Champion : 2001-02. |  | Newcastle Jets - Championnat d'Australie (1) : - Champion : 2007-08. |

### Distinction personnelle
- Lauréat de la médaille Joe-Marston (meilleur joueur de la finale du championnat d'Australie) en 2008
- Élu joueur de l'année du Wellington Phoenix en 2010 et 2013
- Membre de l'équipe-type du championnat d'Australie en 2012 et 2015